# 김선혁
김선혁(1977년 11월 25일 ~ )은 대한민국의 배우이다.
- 2002년 1월 일본으로 이민하여 일본 오사카 연극배우 데뷔하였다.

- 2005년 1월 대한민국 서울특별시로 돌아온뒤 대한민국 영화 《올 겨울 이런 남자를 만나라》 (2005년) 그 남자 역 통하여 데뷔하였다.

- 2007년 11월 대한민국 서울특별시 못말리는 결혼 정식 데뷔하였다.

## 학력
- 인하대학교 해양학 학사
- 서울대학교 대학원 지구환경과학부 (중퇴)

## 출연 작품

### 드라마
- 《못말리는 결혼》 (KBS2, 2007년)
- 《식객》 (SBS, 2008년) - 상기 역
- 《별순검 시즌2》 (MBC every1, 2008년)
- 《하얀 거짓말》 (MBC, 2008년) - 주홍진의 친구 역
- 《잘했군 잘했어》 (MBC, 2009년) - 유호준 역
- 《엄마도 예쁘다》 (KBS2, 2010년) - 홍우진 역
- 《키스 앤 더 시티》 (SBS Plus, 2010년)
- 《부부클리닉 사랑과 전쟁 2》 (KBS2, 2011년)
- 《우리가 결혼할 수 있을까》 (JTBC, 2012년)
- 《호텔킹》 (MBC, 2014년) - 홍준 역
- 《장미빛 연인들》 (MBC, 2014년) - 이재윤 역
- 《1%의 어떤 것》 (드라맥스, 2016년) - 박형준 역
- 《그래서 나는 안티팬과 결혼했다》 (네이버TV, 2021년) - 서지향 역
- 《왜 오수재인가?》 (SBS, 2022년) - 민영배 역
- 《딜리버리 맨!》 (지니 TV, 2023년) - 김병철 역

### 영화
- 《올 겨울 이런 남자를 만나라》 (2005년) - 그 남자 역
- 《반가운 살인자》 (2010년) - 임 형사 역
- 《창피해》 (2011년) - 한오기 역
- 《착한아내》 (2016년) - 재림 역
- 《히트맨》 (2020년) - 국정원 정보관 역
- 《정이》 (2023년) - 연구원 5 / 무전 목소리 역

### 연극
- 《예수와 함께한 저녁식사》 (2011년) - 남궁선 역

### 방송
- 《이기는 지혜 솔로몬》 (CBS, 2013년)
- 《이것은 실화다》 (TV조선, 2015년)